# Hendrik Bertram
Hendrik Bertram (* 1968 in Leipzig) ist ein deutscher Bassist, Sänger, Musikproduzent und Betreiber eines Tonstudios.

## Leben
Von 1980 bis 1985 machte Bertram eine Ausbildung in den Fächern Gitarre und Klavier bei Ilse-Kraft Grossmann. Es folgte eine Ausbildung an der Bezirksmusikschule Leipzig in den Fächern Bassgitarre und Kontrabass. Ab 1990 studierte er Bassgitarre und Kontrabass an der Hochschule für Musik und Theater „Felix Mendelssohn Bartholdy“ Leipzig. Von 1993 bis 1995 absolvierte Bertram ein Musikstudium in den USA an der Jackson State University in Jackson, Mississippi, das er 1997 an der Hochschule für Musik und Theater „Felix Mendelssohn Bartholdy“ Leipzig als Diplommusiker/Diplompädagoge abschloss. Von 1998 bis 2008 war er Musiklehrer an der Musikschule „Theodor Uhlig“ in Wurzen. Seit dem Jahre 2000 betreibt Bertram ein Tonstudio und ist als Privatlehrer für Bassgitarre und Klavier tätig.
Bertram spielte und spielt in verschiedenen Formationen, Bands und Orchestern wie dem „Tanzorchester Jo Kurzweg“, der Fusionband „Paratox“, dem Jazzquartet „Michael Breitenbach Quartet“, dem „LeipJAZZig Orkester“ unter Leitung von Stephan König, der Galaband „Chris Gentemann Group“ und vielen weiteren. 2006 war er an dem Album Swing de flâneur des Hot Club d’Allemagne bei querstand beteiligt. Mit der LeipzigBigBand unter Leitung von David Timm hat er das Album Bach Big Visions aufgenommen. 2021 veröffentlichte Bertram das Album Sketches of the Past", eine Mischung aus Smooth-Jazz und Pop-Jazz. Die eigenen Kompositionen wurden mit Leipziger Jazz-Musikern aufgenommen.